# Hugo the Hunchback
Hugo the Hunchback è un cortometraggio muto del 1910 diretto da William Nicholas Selig (con il nome William N. Selig). Fu uno dei due unici film girati come regista da Selig, produttore e fondatore della casa di produzione che porta il suo nome.

## Produzione
Il film fu prodotto dalla Selig Polyscope Company

## Distribuzione
Distribuito dalla Selig Polyscope Company, il film - un cortometraggio in una bobina - uscì nelle sale cinematografiche statunitensi il 7 aprile 1910.